# 刘众前
刘众前（1921年—1996年12月11日），原名刘锡鸿，曾用名张立修，男，山东莱芜人，中华人民共和国政治人物。

## 生平
刘众前1921年5月生于莱芜县鲁西村（今属济南市莱芜区方下镇），1937年高小毕业，被省立三中和萃英中学（今泰安一中）同时录取，但因全面抗战爆发而未能入学。1938年参加莱芜县第十区抗日总动委员会，后调任莱芜青救团县团部秘书，同年12月加入中国共产党。1939年3月任中共泰山特委青年部宣传科长。1940年3月赴中共中央山东分局党校学习，半年后结业留校（当时已改为鲁中区党委党校）任助教、教员。1942年2月，任莱东县委委员、宣传部长，参与反抗日军破坏中共组织、开展游击战、发展抗日根据地。
1945年8月至1947年冬任中共章丘县委副书记、书记，组织土改、支前、抵御国军进攻等工作，另曾参与农田水利基本建设。1948年3月任泰安县委书记，次年任泰安地委委员、宣传部长，1953年4月起任泰安地委副书记、书记。1956年当选中共八大代表。1958年10月至1961年4月泰安地区与济南市合并期间，任济南市委书记处书记。1961年泰安地委与济南市委分开后，任泰安地委书记。1965年11月起，任山东省农办主任兼党委书记，先后主持兴建、参与主持兴建黄前水库、雪野水库、光明水库、金斗水库、卧虎山水库等大中型水库和济平引湖、济南灌渠、黄河泺口水利工程，以改善泰安地区的农业生产条件和济南市城市供水条件。
1972年7月至1979年底历任青岛市革委会副主任、主任、中共青岛市革命委员会核心领导小组组长、中共青岛市委书记、青岛市政协主席。另曾参加中共十一大。1979年底任山东省人民政府副省长，分管财贸、外事、旅游工作，参与改革开放各项工作。1983年7月，任中共山东省顾问委员会常委。1988年，任省顾委副主任。1996年12月11日病逝于济南。